# De dobbelmannetjes
De dobbelmannetjes is het 236ste stripverhaal van Jommeke. De reeks wordt getekend door striptekenaar Jef Nys. Het album verscheen op 22 november 2006.

## Personages
In dit verhaal spelen de volgende personages mee:
- Jommeke, Flip, Filiberke, Pekkie, Marie, Teofiel, Professor Gobelijn.

## Verhaal
Professor Dobbelman is met zijn kinderen onderweg naar een belangrijk congres, maar eerst wil hij bij zijn goede vriend Professor Gobelijn voor enkele dagen in Zonnedorp logeren. Na een paar dagen beginnen de kinderen zich te vervelen op het domein van Gobelijn,en muizen er vanonder. Dit is niet zonder gevaar. Jommeke, Flip, Filiberke en Pekkie weten een ontvoering net op tijd nog te verhinderen.De kinderen zouden graag hun redder Jommeke bedanken en gaan stiekem richting het huis van Jommeke. Net voor ze aankomen, worden ze opnieuw ontvoerd door weer de twee dezelfde boeven.Gelukkig ziet Jommeke dit en stuurt Flip hen achterna. Flip slaagt erin de schuilplaats van de ontvoerders te achterhalen. Jommeke en zijn vrienden slagen er nu ook weer in om de kinderen in vrijheid te krijgen. Weken later worden Jommeke en zijn vrienden uitgenodigd bij de familie Dobbelman in Amerika. Doch bij hun aankomst vernemen ze dat de twee kinderen plots weer vermist zijn. Via de telefoon vragen de ontvoerders losgeld in ruil voor de kinderen. Ze zitten goed in de puree. Maar ze komen erachter dat de kinderjuf en de lijfwachten deel uitmaken van de bende. Met een list en wat geluk worden de boeven buitenspel gezet en kunnen de kinderen weer veilig huiswaarts keren waar het verhaal eindigt met een vrolijk feestje.